# Greuwang
Greuwang ist ein Gemeindeteil von Bernbeuren im oberbayerischen Landkreis Weilheim-Schongau.
Der Weiler liegt circa drei Kilometer nordöstlich von Bernbeuren und ist über die Kreisstraße WM 3 zu erreichen.

## Baudenkmäler
Siehe: Liste der Baudenkmäler in Bernbeuren#Andere Ortsteile
- Haus Nr. 3, Bauernhaus aus dem 17. Jahrhundert